# Martin Tivéus
Martin Folke Tivéus, född 18 november 1970 i S:t Johannes församling i Stockholms län, är en svensk företagsledare. Han är sedan september 2018 VD för det börsnoterade omsorgsföretaget Attendo, med bland annat Nordstjernan som huvudägare. Han var VD för Attendo när en chef och en hr-specialist på Attendo dömdes i både tingsrätten, hovrätten samt Högsta Domstolen till böter för brott mot lagen om meddelarfrihet, som ger vårdpersonal rätt att uttala sig i media utan att riskera repressalier. Tivéus har tidigare varit VD på Evidensia samt Avanza Bank AB.

## Biografi
Tivéus var tidigare Sverigechef för konsumentmarknaden på Microsoft mellan 2008 och 2011. Åren 2006-2008 var han VD för teleoperatören Glocalnet som då var helägt dotterbolag till Telenor. Han har även varit styrelseledamot i statliga Teracom Boxer Group och haft en rad andra styrelseuppdrag, bland annat ledamot i GodEl AB, Sverigeflyg Holding AB samt styrelseordförande i BRF Resort Visby (Tott Hotell Visby).
Martin Tiveus utsågs 2011 till Årets Ung Chef i Sverige på kompetensgalan. Tivéus var även finalnominerad i samma kategori 2010.
Tidigare har Tivéus varit marknadschef för SAS EuroBonus (1996–1999), managementkonsult inom telekom och retail för Digiscope AB (numera Xlent Strategy (1999–2003) samt marknadsdirektör för SAS lågprisflygbolag Snowflake (2003–2004).
Martin Tivéus är son till Svenska Spels förra vd Meg Tivéus och gift med Avanzas tidigare IR-chef Caroline Tivéus.